# 日星寺
日星寺，位于西藏自治区日喀则地区江孜县日星乡春美村，是一座苯教寺院。

## 简介
日星寺位于西藏自治区日喀则地区江孜县日星乡春美村，是许氏母寺。1016年，旺旦许叶·列布大师创建该寺。该寺的传承采用许氏喇嘛世袭制。21世纪初，该寺正在由许·次旺弥久宁波喇嘛住持；常住僧人共9名，均来自本地；信众主要在该寺所在的日星乡的擦爬村、白林村、春美村、卡吴村、央嘎村等6个村；信众布施是该寺主要经济来源。该寺每年的主要宗教节日有“年朵尔”、“纪念许·旦增尼加圆寂日”、“加日苯惹”等等。
旺旦许叶·列布是辛钦·鲁嘎的四大亲传弟子之一， 也是首位拜见辛钦喇嘛并且接受苯教经典者。传说， 许叶·列布的虔诚与毅力感染了辛钦·鲁嘎，后者遂向其传授了苯教经典，使其成为四大亲传弟子之一。许叶·列布与辛钦喇嘛自“措阿扎”挖掘苯教经典之后，赴沃普洞修行，兴建塞卡索沃穹拉，成为瑜伽师。辛钦·鲁嘎圆寂之后，其后事由许叶·列布料理。为了感谢列布，辛钦的妻子拿着辛钦的经袋说：“若我儿需要时补回，其余你拿走吧。”便将经袋交给许叶。许叶将辛钦喇嘛的经书整理誊抄之后，让辛儿仁青坚才选择新旧版本，辛儿见新书美观，便拿了新书，故旧书留在了许叶手中。自此有了苯教徒称许氏经典来源可靠的说法。1020年，许·吉斯钦波及其儿子卓瓦辛加创建日星札普喇章，为许氏的发展奠基。许·绰甲巴在辛·南喀坚才以及亚枚瓦门下出家为僧， 取法名“益西仁青”，成为许氏律藏传承的第一个喇嘛。在将显宗、密宗学习完后，他回家创建了道场“旺旦伦珠岗”，讲经说苯，苯教大师缪顿贡、瑜伽师尼玛森格、楚氏吉尊等人均在此处拜师学经。他广收弟子，被后世尊称为“桑杰许庆”。许氏中，还出现了多旦西热苯、夏青坚才塔、加顿仁青伟色等高僧。经过历代许氏喇嘛之不懈努力，许氏家族成为藏族六大苯教世袭喇嘛中分布最广的一派，分为上府邸江孜日星，中府邸那曲索雍仲林，下府邸昌都查根尼普等等。帕竹时期，许·朗杰扎巴投降赞贵神，被立为许氏护法。五世达赖时，许·丹增尼加扩建了旺旦伦珠岗，分为东院、中院、西院等三大康村。
1980年代， 日星寺的建筑获得重修。大殿内供奉祖师、师徒像，以及许·丹增尼加的灵塔；灵塔殿内供奉许叶·列布灵塔，灵塔内装藏有东日庆巴鼓、赛达东幼剑等文物。此外，日星寺上方大约60米处，有金嘎玉章秋穆修行洞，是许叶·列布等等许氏瑜伽者的成就之处，洞内有许叶·列布的法座、脚印。
2013年，江孜县人民政府对江孜县纳如乡炯堆寺、热索乡洛日寺、日星乡日星寺、金嘎乡查珠寺、金嘎乡拉瓦普巴寺、重孜乡重孜寺、重孜乡天觉林寺、达孜乡年措寺、卡堆乡恩杂寺、卡堆乡布堆寺、紫金乡紫金寺、龙马乡加热寺、龙马乡恩达寺的公路工程进行了招标。